# ان‌جی‌سی ۲۳۹۷
ان‌جی‌سی ۲۳۹۷ (انگلیسی: NGC 2397) نام یک کهکشان در صورت فلکی ماهی پرنده است.